# Musée de la photographie André Villers
Pour les articles homonymes, voir Musée de la photographie.
 (novembre 2022).
Si vous disposez d'ouvrages ou d'articles de référence ou si vous connaissez des sites web de qualité traitant du thème abordé ici, merci de compléter l'article en donnant les références utiles à sa vérifiabilité et en les liant à la section « Notes et références ».
Le musée de la photographie André Villers, créé en 1986, est un musée situé dans la commune française de Mougins. Il présente des collections de photographies et de matériel photographique. Il s'arrête en 2019, pour se transformer en un projet plus vaste, sous le nom de Centre de la photographie de Mougins, qui ouvre après travaux, en juillet 2021.

## Historique
Le musée a été créé en 1986 grâce à André Villers, ami et photographe attitré de Picasso. On peut y voir d'autres portraits du peintre réalisés par d'autres photographes dont notamment Denise Colomb ainsi qu'une collection d'appareils photographiques, comme l'ancêtre du dessin animé, le cidoscope.
Le musée possède des portraits photographiques de Pablo Picasso réalisés par André Villers.
Il a également dans son fonds des photographies de près de 300 pièces, photographies réalisées par Edward Quinn, Robert Doisneau ou Jacques-Henri Lartigue.
Des expositions temporaires de photographie contemporaine sont également organisées.